# Ourapteryx formosana
Ourapteryx formosana là một loài bướm đêm trong họ Geometridae.